# Speicher Finstertal

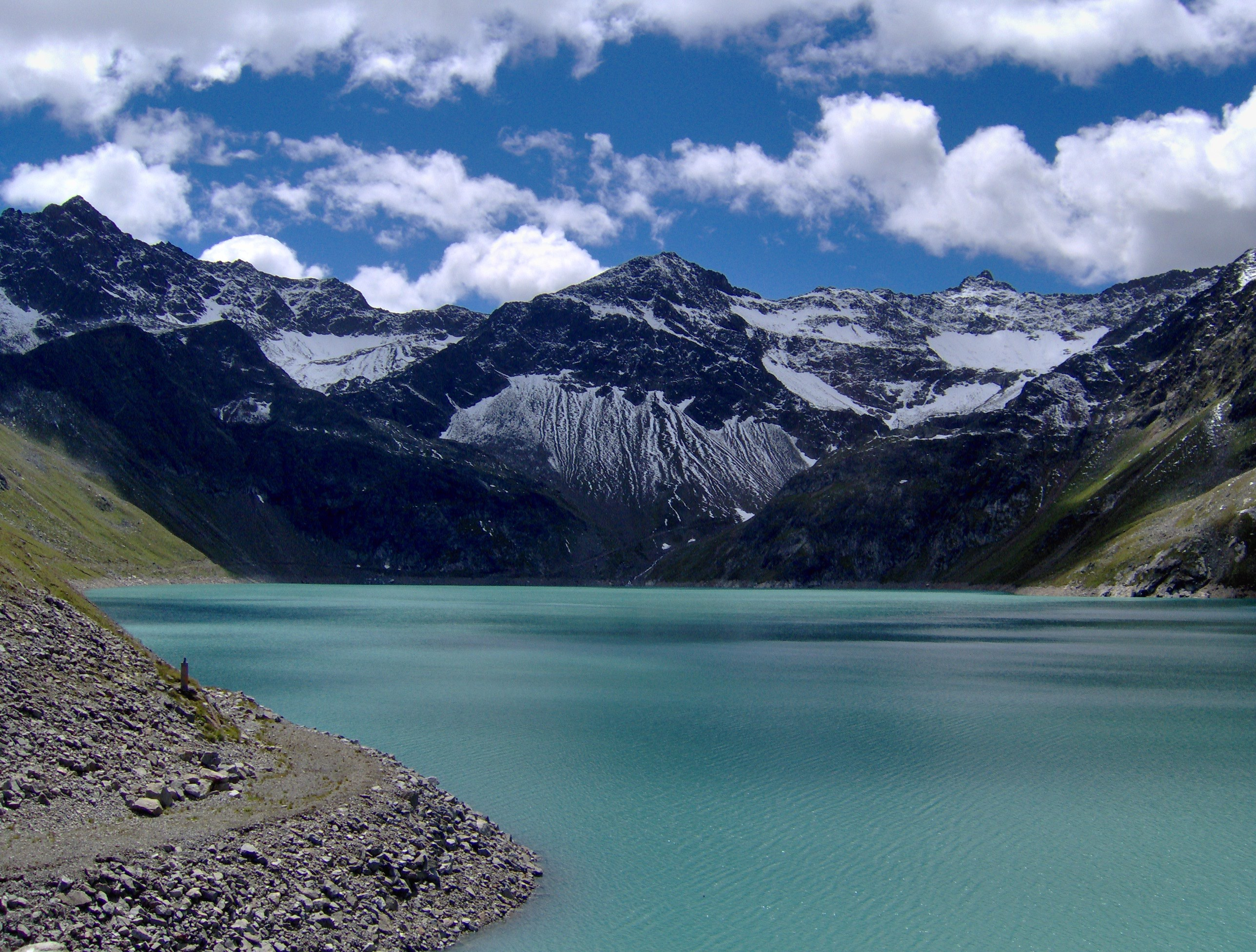
Het Speicher Finstertal met in de achtergrond de Finstertaler Schartenkopf

Het Speicher Finstertal is een stuwmeer in de Oostenrijkse deelstaat Tirol.
Het ligt op 2300 meter hoogte in het Finstertal, vlak bij Kühtai en wordt omringd door bergtoppen als Die Mute, de Neunerkogel, Finstertaler Schartenkopf, Sulzkogel en Zwölferkogel. Het stuwmeer, dat 60,90 miljoen kubieke meter kan bevatten, is ontstaan na bouw van een 650 meter lange en 149 meter hoge stuwdam. De maximale diepte van het stuwmeer bedraagt 150 meter. Het beslaat een oppervlakte van 1,0 km² en het stroomgebied dat via het Speicher Finstertal ontwatert is 6,0 km² groot. Vanaf het stuwmeer stroomt de Finstertalbach richting Kühtai. Het stuwmeer kwam gereed in 1980.
Samen met het Speicher Längental vormt het een grote bron van waterkrachtenergie welke wordt opgewekt door de Kraftwerksgruppe Sellrain-Silz.

## Voetnoten
1. ↑  Statistisches Handbuch des Landes Tirol 2006, pagina 27[dode link]